# Stężyca Nadwieprzańska
Stężyca Nadwieprzańska – wieś w Polsce położona w województwie lubelskim, w powiecie krasnostawskim, w gminie Krasnystaw.
W latach 1975–1998 miejscowość administracyjnie należała do województwa chełmskiego.
Wieś stanowi sołectwo gminy Krasnystaw. Według Narodowego Spisu Powszechnego (III 2011 r.) wieś liczyła 230 mieszkańców.
Wieś jest siedzibą rzymskokatolickiej parafii Podwyższenia Krzyża Świętego w Stężycy Nadwieprzańskiej.

## Historia
Stężyca, notowana w 1628 roku jako Stężyska. Według Słownika geograficznego Królestwa Polskiego z roku 1890 wieś i dobra rządowe oraz majorat, nad Wieprzem, powiat krasnostawski, gmina i parafia Krasnystaw, posiada szkołę początkową, cerkiew parafialną o nieznanej dacie erekcji. Po spaleniu cerkwi w Krasnymstawie w 1812 r. miasto należało do parafii w Stężycy.
W 1827 r. było tu 35 domów i 271 mieszkańców. Wieś ta wchodziła w 1628 roku w skład starostwa krasnostawskiego(zobacz Stężyca Nadwieprzańska, [w:] Słownik geograficzny Królestwa Polskiego, t. IV: Kęs – Kutno, Warszawa 1883, s. 643.). Majorat Stężyca Białka nadany został w roku 1842 generałowi majorowi Plantynowi. (opis starostwa i Stężycy daje Bronisław Chlebowski t.XI s.340)
Stężyca Łęczyńska i Stężyca Nadwieprzańska – wsie wydzielone z gruntów Stężycy notowane w roku 1952. Stężyca-Kolonia występuje w dokumentach od roku 1970.
Z miejscowości tej pochodzą związani z Tradycją katolicką bracia: ks. Szymon Bańka FSSPX (były redaktor naczelny pisma „Zawsze wierni”) i jego starszy brat – Bartłomiej Bańka (imię zakonne Maksymilian) OFMCap.

## Urodzeni w Stężycy Nadwieprzańskiej
- Mychajło Kobryn – ukraiński działacz prawosławny, pedagog, pisarz i publicysta, więziony w obozie w Berezie Kartuskiej